# Ismael Falcón

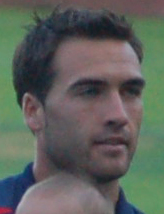

Ismael Falcón (Cádiz, 24 april 1984) is een Spaans profvoetballer. De keeper speelt bij Celta de Vigo.

## Clubvoetbal
Falcón kwam van 2004 tot 2008 uit voor Atlético Madrid. Daarvoor was hij keeper bij Cádiz CF waar hij de jeugdopleiding doorliep. Hij was normaal gesproken de derde keeper bij Atletico, maar mocht in het seizoen 2005/06 5 wedstrijden spelen door blessures en schorsingen van eerste keeper Leo Franco en tweede keeper Pichu.
In januari 2007 werd de speler verhuurd aan Hércules CF. In het seizoen 2007/08 is Falcón derde keeper achter Christian Abbiati en Leo Franco. In 2008 trok hij naar Celta de Vigo waar hij na verloop van tijd titularis werd.

## Statistieken
| seizoen    | club            | land            | competitie         | wed. | goals |
| ---------- | --------------- | --------------- | ------------------ | ---- | ----- |
| 2005/06    | Atlético Madrid | Vlag van Spanje | Primera División   | 5    | 0     |
| 2006/07    | Atlético Madrid | Vlag van Spanje | Primera División   | 0    | 0     |
| 2006/07    | Hércules CF     | Vlag van Spanje | Segunda División A | 11   | 0     |
| 2007/08    | Atlético Madrid | Vlag van Spanje | Primera División   | 0    | 0     |
| 2008/09    | Celta de Vigo   | Vlag van Spanje | Segunda División A | 13   | 0     |
| 2009/10    | Celta de Vigo   | Vlag van Spanje | Segunda División A | 35   | 0     |
| 2010/11    | Celta de Vigo   | Vlag van Spanje | Segunda División A | 33   | 0     |
| Bijgewerkt | 24-05-2011      |                 |                    |      |       |